# Raedersheim
Raedersheim település Franciaországban, Haut-Rhin megyében. Lakosainak száma 1154 fő (2022. január 1.). Raedersheim Merxheim, Issenheim, Soultz-Haut-Rhin, Bollwiller, Feldkirch és Ungersheim községekkel határos.

## Népesség
A település népességének változása:
| Lakosok száma | 1141 | 1121 | 1127 | 1108 | 1111 | 1113 | 1121 | 1145 | 1154 |
|               | 2013 | 2015 | 2016 | 2017 | 2018 | 2019 | 2020 | 2021 | 2022 |